# Изет Ибрахим ел Дури
Изет Ибрахим ел Дури (Тикрит, 1. јули 1942 — 25. октобар 2020) био је ирачки војни и политички лидер Баас партије. Био је саборац Садама Хусеина, борио се против НАТО-а у инвазији на Ирак 2003. године. По завршетку инвазије наставио да се бори као герилац. Након што је убијен Садам Хусеин, Дури је проглашен за вођу партије. Војска САД расписала је потерницу за њим. Од пада режима руководио је герилским нападима на нови режим. Верује се да је идејни творац Исламске државе, којој се придружио заједно са свим својим герилцима. Појавиле су се вести да је убијен 17. априла 2015. у борбама, али тврдње нису доказане.Дана 25. октобра 2020. године неколико арапских медија је потврдило да је ел Дури заиста преминуо.